# Stalin contra los marcianos
Stalin vs. Martians («Stalin contra los marcianos»; en ruso Сталин против марсиан, Stalin prótiv marsián), es un videojuego de estrategia en tiempo real para Windows desarrollado por Black Wing Foundation, Dreamlore y N-Game y lanzado el 29 de abril de 2009. El juego es una parodia de los videojuegos de estrategia ambientados en la Segunda Guerra Mundial y emplea un sentido del humor surreal, montypythonesco como se indica en la web oficial.

## Crítica
Stalin vs. Martians ha cosechado críticas mayoritariamente negativas:
- Gamespot le concedió un 1,5 de un máximo de 10, y lo llamó "quizá el peor juego de estrategia en tiempo real jamás creado".[2]
- Resolution le dio un 35% y recomendó a sus lectores no comprar el juego, pero admitió que en ocasiones era "increíblemente divertido".[3]
- The Escapist fue más positivo en su crítica: "Fuera lo que fuera, está claro que el equipo de desarrollo lo pasó muy bien creando el videojuego y llenándolo del máximo número posible de clichés soviéticos" y "La presentación puede ser divertida, y a veces es tan absurda que realmente hay que experimentarla sólo por su audacia, pero... el juego en sí mismo está como mucho por debajo de la media".[4]

El programa ruso de la MTV Virtuality y su portal Games TV fueron bastante entusiastas sobre el juego y su humor.